# Munio de Zamora
Fray Munio de Zamora (Zamora, 1237-Roma, 7 de marzo de 1300), mencionado también como Nuño o Alcurio, fue un religioso español, sucesivamente general de la orden de Santo Domingo y obispo de Palencia, quien fue depuesto de ambas dignidades en circunstancias no aclaradas.

## General de la orden de Santo Domingo

Escudo de la orden.

Ingresó en la orden de los dominicos en el convento de San Pablo de Palencia en 1257, ascendiendo a provincial de la provincia de España en 1281 y siendo elegido maestro general en el capítulo celebrado en Bolonia en 1285. Durante su gestión al frente de la orden, celebró capítulos en Bolonia, París, Burdeos, Luca, Tréveris, Ferrara y Palencia, promulgó la regla por la que se regiría durante varios siglos la tercera orden, se mostró firme defensor de las tesis de Tomás de Aquino y dividió en dos las provincias de Lombardía, Roma, Francia, España y la Provenza.
Tras seis años en el generalato, fue depuesto, aunque no están claros ni los auténticos motivos ni la identidad de los autores de su destitución.
Algunos historiadores apuntan que el papa podría haber estado disconforme con la regla otorgada por Munio a la orden de Santo Domingo, o que fue falsamente informado de su falta de virtud y capacidad para gobernar la orden,
quizá por las intrigas de los dominicos franceses e italianos, «de quien la nación española siempre ha sido aborrecida»; otros hacen alusión a las conductas licenciosas de sus frailes con las monjas del convento de Santa María la Real de las Dueñas de Zamora.
El caso es que en 1290 los cardenales dominicos Latino Malabranca y Hugo de Billom, por comisión de Nicolás IV o por cuenta propia, maniobraron para convencer a los definidores de la necesidad de que Munio renunciase al cargo, o en caso contrario, deponerlo por la fuerza, pero la oposición de los religiosos dejó sin efecto sus intenciones.
Al año siguiente el papa envió a Palencia dos emisarios con la misma orden, que antes de llegar a su destino fueron asaltados por desconocidos que les arrebataron las misivas pontificias; indignado con este episodio, Nicolás IV destituyó a Munio.

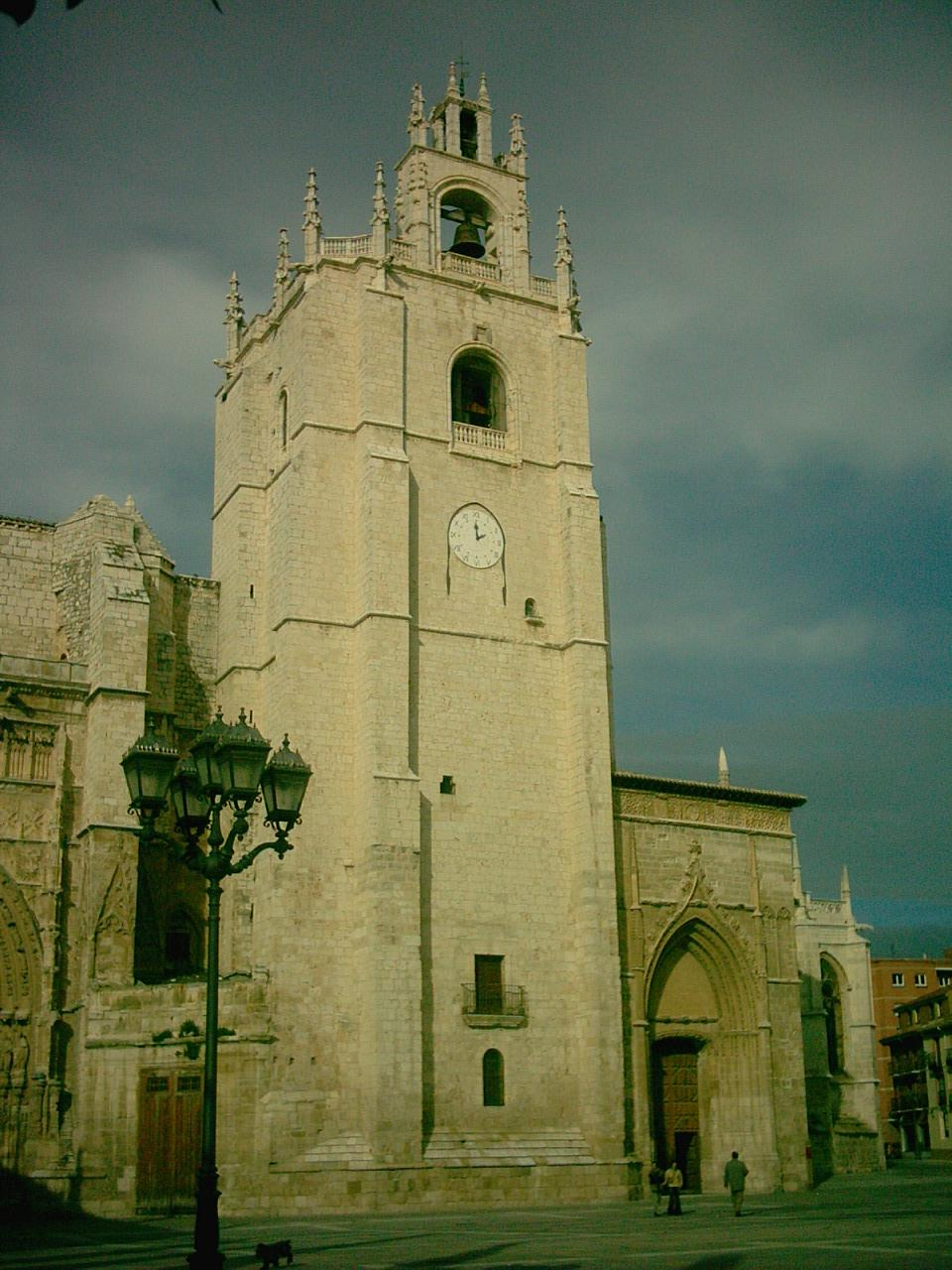
Catedral de Palencia.

## Obispo de Palencia
Bajo la protección de los reyes Sancho IV y María de Molina, que tras su destitución le asignaron una pensión, fue presentado para ocupar el arzobispado de Santiago de Compostela, dignidad que Munio renunció aceptar; señalado entonces para el obispado de Palencia, su elección fue confirmada por el arzobispo de Toledo Gonzalo Gudiel en 1294 y sancionada por Celestino V. Dos años después Bonifacio VIII requirió al arzobispo toledano para que suspendiera del obispado a Munio, habida cuenta de que su elección no había sido canónica, pues en aquella época era competencia del clero, y no del rey, elegir al obispo de una diócesis. La reticencia del toledano a llevar a cabo la orden del papa fue tomada por éste como contumacia, y llamados ambos a Roma, Munio fue depuesto.
Permaneció el resto de sus días en el convento de Santa Sabina de Roma, donde fue sepultado tras su muerte en 1300.

| Predecesor: Juan de Vercellis      | Maestro General de la Orden de Predicadores Mayo de 1285 - agosto de 1291 | Sucesor: Esteban de Besançon |
| Predecesor: Juan Alfonso de Molina | Obispo de Palencia Marzo de 1294 - agosto de 1296                         | Sucesor: Álvaro Carrillo     |